# Allium rhetoreanum
Allium rhetoreanum är en amaryllisväxtart som beskrevs av Nábelek. Allium rhetoreanum ingår i släktet lökar, och familjen amaryllisväxter. Inga underarter finns listade i Catalogue of Life.